# Kussenvormige houtzwam
De kussenvormige houtzwam (Hapalopilus rutilans) is een schimmel behorend tot de familie Phanerochaetaceae. Hij komt voor op verschillende loofbomen, waaronder berk (Betula), eik (Quercus), lijsterbes (Sorbus) en nog een aantal soorten. Hij komt met name voor in gemengde bossen en loofbossen op voedselarme zandgrond, ook wel in loofbossen op rijkere grond. Hij veroorzaakt witrot. Met KOH kleuren alle delen paars tot lila.

## Kenmerken

### Uiterlijke kenmerken
Hoed
De hoed heeft een diameter van 2,5 tot 7 cm. De kleur is gelijkmatig dof oranje tot dof oranjeachtig kaneel. Jonge vruchtlichamen hebben een blekere, gelig tot witachtige rand.
Poriën
Er zijn 2–3 hoekige poriën per mm aanwezig. De buisjes hebben een diepte van 2-4 mm. Het poriënoppervlak is dof oranjeachtig bruin.
Steel
Er is geen steel aanwezig.
Geur en smaak
De geur en smaak is niet onderscheidend.

### Microscopische kenmerken
De sporenprint is wit. De sporen zijn ellipsoïde, glad, inamyloïde, hyaliene in KOH en meten 2,5–3,5 × 1,5–2,5 µm. De basidia zijn hebben vier sterigmata. Het heeft een monomitisch hyfensysteem, met opvallende gespen.

## Eetbaarheid
Deze paddenstoel is giftig.

## Verspreiding
De kussenvormige houtzwam komt met name voor in Europa en Noord-Amerika, maar er zijn ook waarnemingen bekend uit Zuid-Amerika, India, Rusland, Japan en Nieuw-Zeeland. In Nederland komt de kussenvormige houtzwam algemeen voor. Hij staat niet op de rode lijst en is niet bedreigd.